# Crab Orchard (Kentucky)
Crab Orchard es una ciudad ubicada en el condado de Lincoln en el estado estadounidense de Kentucky. En el Censo de 2010 tenía una población de 841 habitantes y una densidad poblacional de 184,71 personas por km².

## Geografía
Crab Orchard se encuentra ubicada en las coordenadas 37°27′44″N 84°30′25″O / 37.46222, -84.50694. Según la Oficina del Censo de los Estados Unidos, Crab Orchard tiene una superficie total de 4.55 km², de la cual 4.52 km² corresponden a tierra firme y (0.68%) 0.03 km² es agua.

## Demografía
Según el censo de 2010, había 841 personas residiendo en Crab Orchard. La densidad de población era de 184,71 hab./km². De los 841 habitantes, Crab Orchard estaba compuesto por el 95.01% blancos, el 0.71% eran afroamericanos, el 0.36% eran amerindios, el 0% eran asiáticos, el 0% eran isleños del Pacífico, el 0.95% eran de otras razas y el 2.97% pertenecían a dos o más razas. Del total de la población el 2.14% eran hispanos o latinos de cualquier raza.